# Chikana
Chikana – gaun wikas samiti we wschodniej części Nepalu w strefie Sagarmatha w dystrykcie Siraha. Według nepalskiego spisu powszechnego z 2001 roku liczył on 682 gospodarstw domowych i 3644 mieszkańców (1835 kobiet i 1809 mężczyzn).